# Christian Eriksson

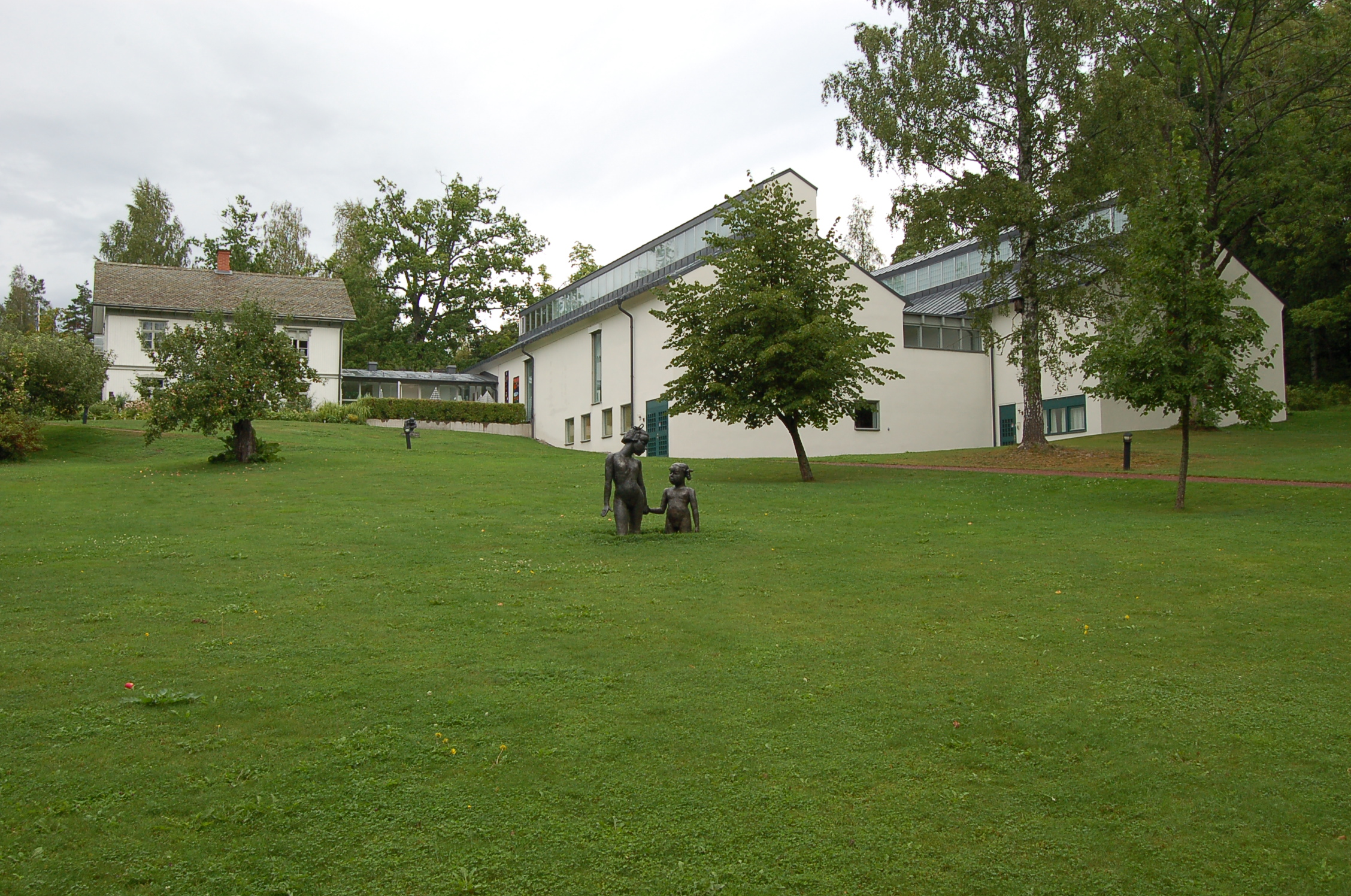
Rackstadmuseet

Christian Eriksson (Arvika-Taserud, 30 juni 1858 – Stockholm, 6 november 1935) was een Zweedse beeldhouwer.

## Leven en werk
Christian Eriksson was de vader van de beeldhouwer Liss Eriksson en oom van de kunstenaar Ernst Elis Eriksson. Zijn broers Elis, Ola en Karl dreven het meubelatelier Brödern Erikssons Möbelverkstad in Arvika.
Hij volgde een opleiding aan de Tekniska skolan en werkte als meubelontwerper en modelleur in Hamburg. Vervolgens studeerde hij, evenals Émile-Antoine Bourdelle, bij de academische beeldhouwer en schilder Alexandre Falguière (1831-1900) aan de École des Beaux-Arts in Parijs. In 1888 won hij een prijs en een studiebeurs voor zijn eerste werk Martyren. Na terugkeer in Zweden, vestigde hij zich met Jeanne de Tramcourt, met wie hij in 1894 was gehuwd, in Taserud bij Arvika. Het huwelijk hield stand tot 1911. De Tramcourt leefde vanaf 1914 samen op kasteel Stenhammar met de Zweedse prins Wilhelm, die ook in 1911 was gescheiden.
In Racken, 5 kilometer ten noorden van Arvika ontstond rond Eriksson de kunstenaarskolonie Rackengruppen of Rackstadgruppen. Het Rackstadmuseet is gevestigd in het voormalige woonhuis annex atelier Oppstuhage met twee tentoonstellingsvleugels: de vleugel van 1993 voor de permanente expositie van het werk van de leden van de kunstenaarskolonie en de vleugel van 1998 voor wisseltentoonstellingen. In de tuin rond het museum ligt een beeldenpark met werken van Christian Eriksson en zijn zoon Liss Eriksson.

## Werken (selectie)
- Linné, een groot reliëf voor het Moderna Museet
- Jenny Lind (marmer), Opera in Stockholm.
- Idyll ,Stockholm 1907, Diana, Helsingborg
- Karl IX, in Karlstad
- Anders Zorn in Mora
- Baltzar von Platen in Motala
- Lars Johan Hierta, Klarakvarteren in Stockholm
- Hjalmar Lundbohm, Nationalmuseum in Stocholm
- Jakob Ulvsson, Uppsala domkyrka in Uppsala
- Bågspännaren, Kornhamnstorg, Stockholm en in het Rottneros Park in Rottneros
- S:t Göran och draken en Engelbrektsmon, stadhuis van Stockholm
- Dansa på tå, Göteborgs konstmuseum in Göteborg.
- Sculptuur en reliëf, Kiruna kyrka, Kiruna

## Fotogalerij

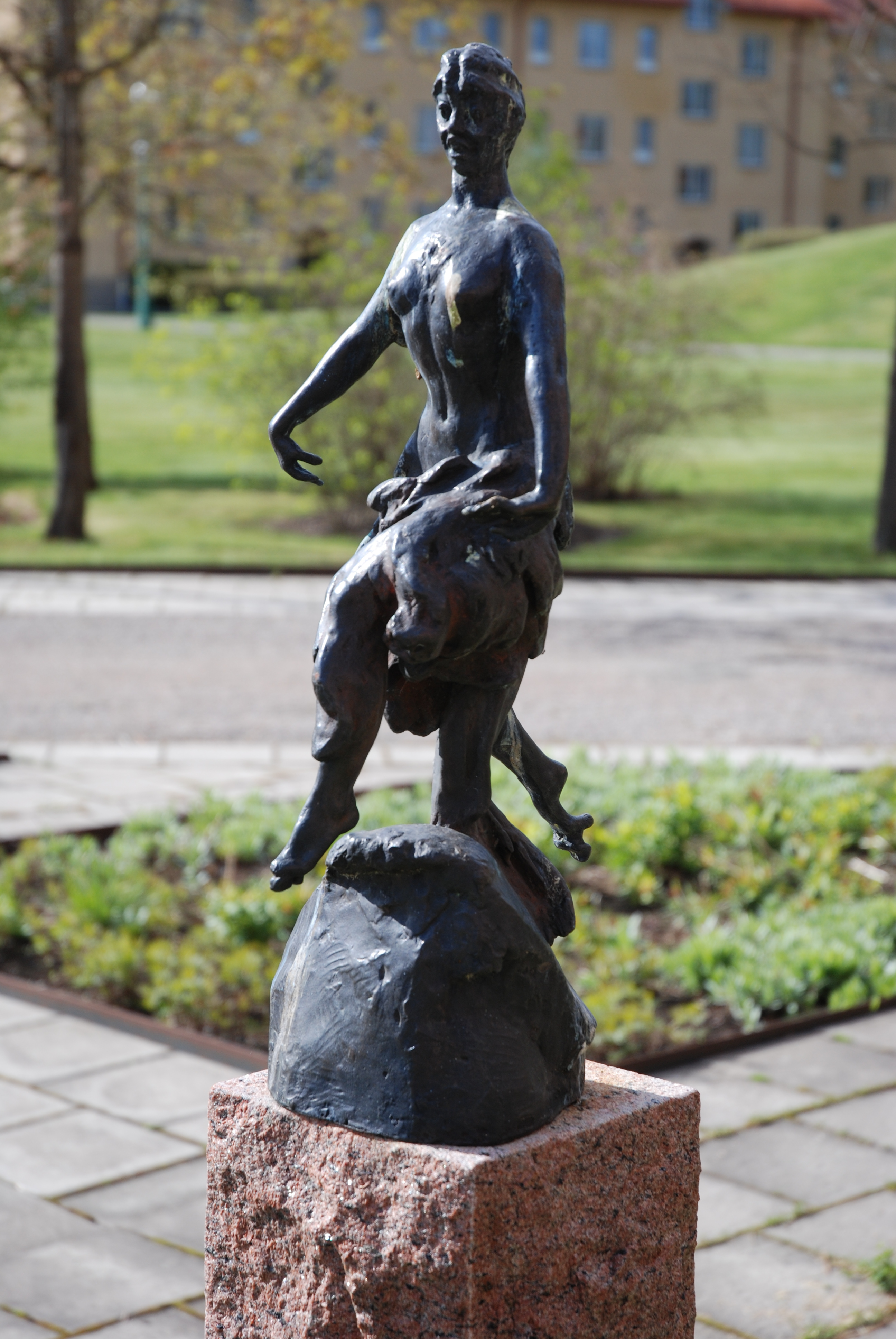
Skogsråa Mästernas Park in Hällefors
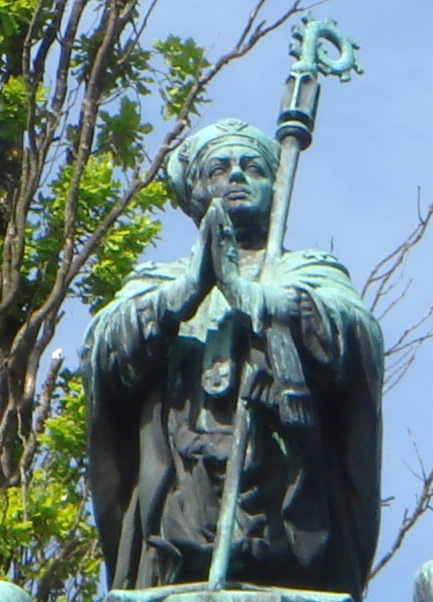
Jakob Ulvsson Uppsala domkyrka in Uppsala
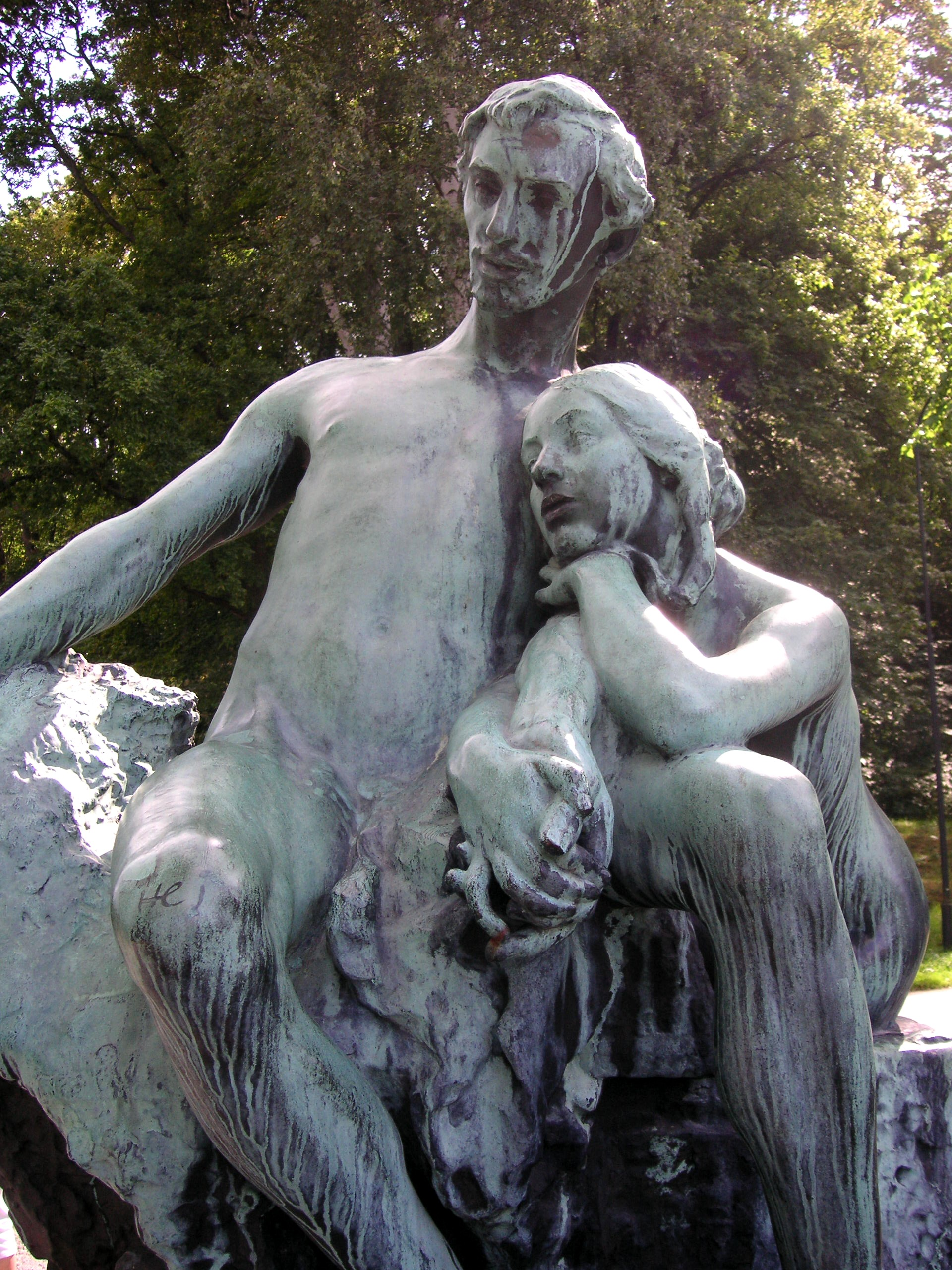
Idyll Djurgården in Stockholm
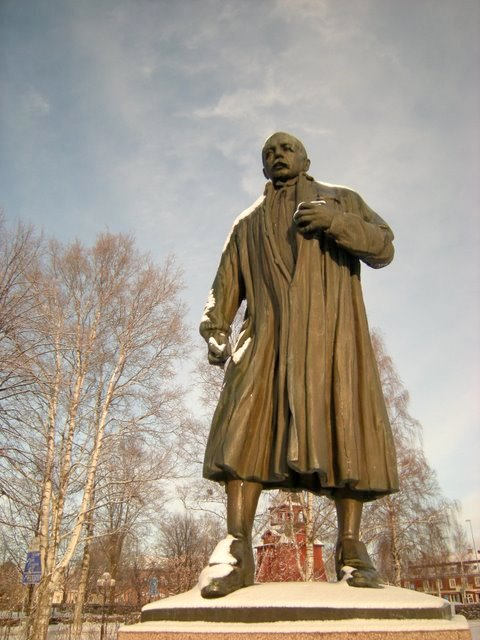
Anders Zorn Mora